# Sele
Il Sele è un importante fiume della Campania lungo 64 km, il secondo della regione e del Mezzogiorno d'Italia per volume medio d'acque dopo il Volturno, tributario del Mar Tirreno. Il corso del fiume è tutelato dalla Riserva naturale Foce Sele - Tanagro.

## Il corso del fiume
Il fiume nasce alle pendici sud-orientali del Monte Paflagone (contrafforte del Monte Cervialto), presso il comune di Caposele in provincia di Avellino.

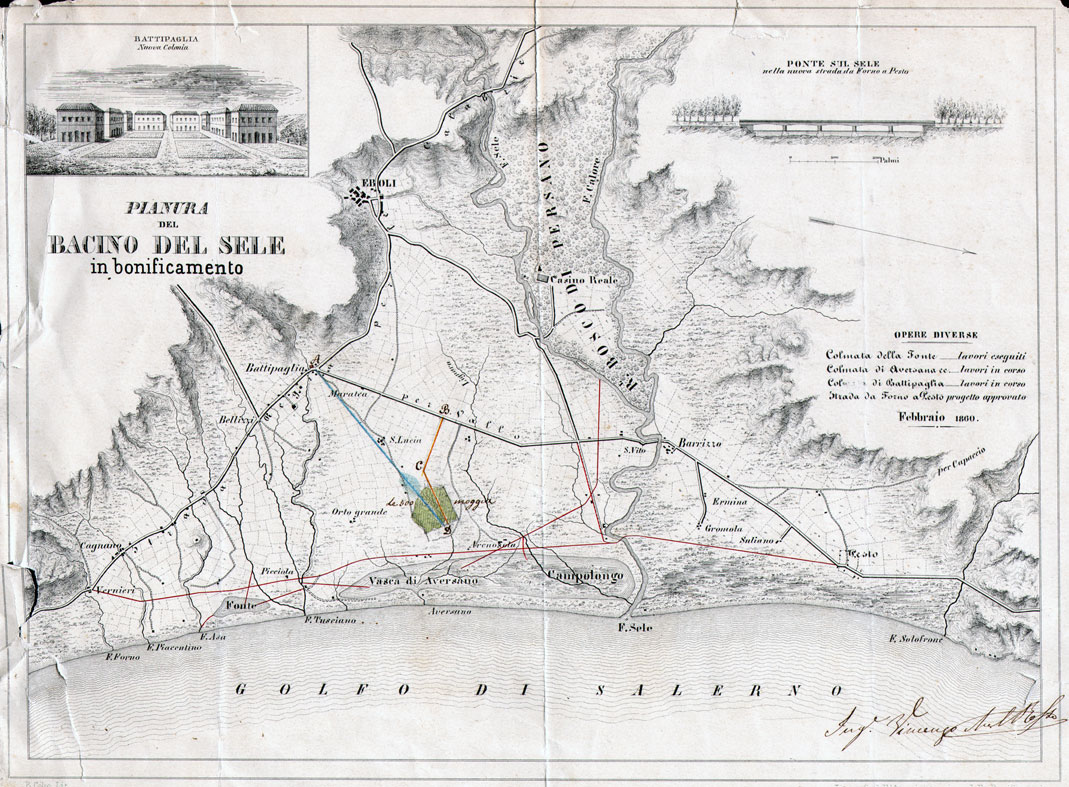
Pianta del bacino del fiume Sele del Febbraio 1860

Le sorgenti principali, dette "della Sanità", (attualmente quasi del tutto incanalate per alimentare il grande Acquedotto pugliese), sgorgano a 420 m s.l.m. nel centro del paese; più a valle, il primo affluente è il Rio Zagarone che proviene dal monte Cervialto. Prende a scorrere in seguito verso sud costeggiando la rocca di Quaglietta, i Bagni di Contursi e ricevendo presso Contursi Terme da sinistra il Tanagro, principale tributario, che ne incrementa notevolmente la portata.
Da questa confluenza il fiume rallenta la propria corsa scorrendo copioso d'acque con andamento meandriforme, attraversando l'oasi di Persano, zona di notevole attrattiva naturalistica dove a seguito di una diga realizzata nel 1932, si è creato l'invaso artificiale di Persano.
Presso Eboli il fiume entra in un'ampia e fertile pianura alluvionale nota come la piana del Sele, scorrendo pigro e ampio. Presso Ponte Barizzo, frazione di Capaccio Paestum, il Sele riceve l'ultimo tributario importante: il Calore Lucano.
Da qui alcuni meandri guidano il fiume nel suo ultimo tratto prima di riversarsi nel Golfo di Salerno con una foce ad estuario.

### Gli affluenti
Nel tratto vallivo superiore i maggiori affluenti del Sele sono il torrente Temete, il vallone della Noce, il torrente Mezzana, il torrente Bisigliano, (a sinistra), il Rio Zagarone, il vallone S. Paolo, il torrente Piceglia, il fiume Acquabianca, il vallone Grande, il torrente Vonghia (a destra).
Nel tratto vallivo medio riceve invece da sinistra i fiumi Tanagro e Calore Lucano ed i torrenti Alimenta e Lama; da destra il fiume Trigento, il torrente Acerra, il Tenza, il vallone Telegro, i canali Acque Alte Lignara e Campolungo.

## Caratteri idrologici
Il Sele è un fiume assai ricco d'acque (le sue sorgenti sono per gran parte captate dall'Acquedotto Pugliese) e dalla portata abbastanza costante (alla foce circa 69 m³/s). Può essere però soggetto a piene importanti in caso di forti precipitazioni, soprattutto a causa dei pesanti contributi di Tanagro e Calore Lucano.

## Fauna ittica
Nei suoi affluenti lucani è stata riscontrata la presenza di anguille, barbo comune, cavedano, triotto, trota fario e trota iridea. Segnalata la presenza dell'alborella..

## Aspetti
Il Tanagro, principale tributario del Sele, è in realtà molto più lungo (92 km) e con un bacino assai più esteso (1.835 km²) rispetto a quest'ultimo nel punto di confluenza (pur se minore come portata), e visto soprattutto sulle carte, può essere confuso come fiume principale. Da sottolineare inoltre che sommando entrambi i tratti di fiumi in questione si otterrebbe il fiume Tanagro-Sele lungo oltre 130 km, che risulterebbe dunque il secondo per lunghezza della regione Campania dopo il Volturno.

## Gestione del bacino idrico
Il Sele è gestito da tre autorità di bacino indipendenti, uno per la sponda destra, uno per la sponda sinistra e uno interregionale fra Campania e Basilicata.
- Autorità di bacino regionale Destra Sele
- Autorità di bacino regionale Sinistra Sele
- Autorità di bacino interregionale del fiume Sele

I consorzi che gestiscono i terreni sono:
- Consorzio di bonifica in Destra del fiume Sele
- Consorzio bonifica di Paestum

Fino agli anni ottanta esisteva anche il Consorzio di bonifica Tenza, accorpato al Destra Sele.

## Storia
Insediamenti risalenti fino al II millennio a.C. sono attestati dal rinvenimento della vasta necropoli del Gaudo (età del Bronzo).
Si ha notizia dell’idronimo Siler – Silarus in numerose fonti, tra le quali Strabone, Plinio il Vecchio, Silio Italico. In tali fonti viene spesso riferita la caratteristica delle proprietà pietrificanti delle sue acque, anche se la proprietà è più propriamente attribuibile alle acque del vicino fiume Salso o Capodifiume, ricchissime di carbonato di calcio.

Il territorio dei Lucani, e poi della Lucania romana, aveva principio alla sinistra del Sele, laddove un avamposto greco aveva stabilito presso la foce scambi commerciali terrestri e fluviali con le popolazioni del luogo, mentre alla destra del fiume aveva confine l’area di influenza etrusca e picentina. Lo scalo commerciale alla foce del fiume, creato da coloni sibariti, rimase strategico molto a lungo ai fini degli scambi ed è indicato ancora nei documenti del XVI secolo come Portus Alburnus. Intorno alla metà del VII sec. a.C. la ridotta comunità mercantile greca, con l’appoggio dei sibariti, si insediò su ciò che costituirà il sedimento della futura città di Paestum. Presso la foce del fiume oggi rimangono i resti dello Heraion, un antico santuario della Magna Grecia dedicato alla dea Era, a circa 9 km dalla città di Paestum, scoperto negli anni trenta da Umberto Zanotti Bianco e Paola Zancani Montuoro, la cui fondazione mitologica è attribuita a Giasone e collegata alla spedizione degli Argonauti.
Anche la presenza dei romani nella zona del Sele è stata ampiamente documentata da molti reperti e dal ritrovamento nella vicina valle del Tanagro dell'antica Volcei sotto l'attuale abitato di Buccino. L'antica città romana di Saginara, distrutta dai Goti, è stata invece posizionata nel territorio compreso tra Campagna e Contursi Terme.

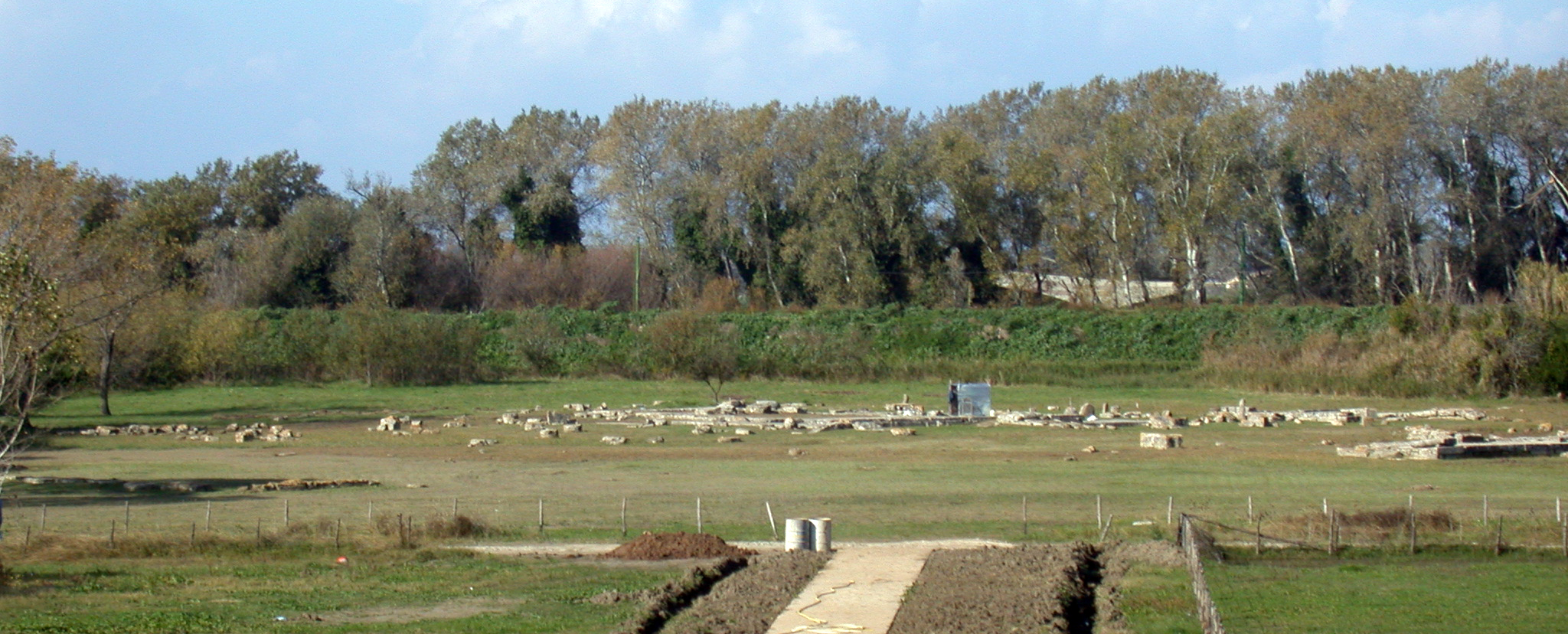
I resti del santuario di Hera Argiva alla foce del Sele

Nel 71 a.C. il Sele, probabilmente nel suo alto corso, nei territori in riva destra tra Oliveto Citra e Quaglietta, fu teatro di una delle più famose battaglie della storia antica, lo scontro finale tra l’esercito di Spartaco e la cavalleria di Marco Licinio Crasso. Le fonti classiche sulle vicende della Terza Guerra Servile (73 - 71 a.C.) concordano sulla localizzazione della battaglia finale nei pressi del Sele (ad caput Sylaris flumini).
Le incursioni saracene intorno a X e XI secolo determinarono l'abbandono dei territori più esposti e la costruzione di paesi arroccati sulle alture. Una architettura di guerra pesantemente fortificata ancora oggi caratterizza il paesaggio della Valle del Sele.
Con l'abbandono dei territori e la generale regressione che si ebbe nei secoli tra la fine del mondo antico e l’inizio del Medioevo, le zone pianeggianti vicine alla foce, già predisposte dagli elementi naturali, divennero a poco a poco acquitrini malsani che favorirono lo sviluppo della malaria. L'area infatti è stata da sempre soggetta a forti oscillazioni nelle precipitazioni atmosferiche, come hanno rilevato vari osservatori. In più, la particolare conformazione geologica del suolo, la carenza nei lavori di difesa e canalizzazione dei fiumi e dei torrenti che solcano la pianura hanno dato luogo, fin da tempi antichissimi, a periodiche e ricorrenti inondazioni dei territori più prossimi alla fascia costiera, con il conseguente ristagno delle acque e l’impaludamento. Ben nota è la situazione dei secoli scorsi raccontata dai numerosi viaggiatori italiani e stranieri che, nonostante tale deterrente, si recavano ad ammirare i templi di Paestum come tappa del loro Grand Tour. Giovanni Battista Piranesi, colpito dalle febbri malariche subito dopo il suo soggiorno in loco (1777-1778), fu una delle vittime illustri di tale clima e fece appena a tempo ad avviare alla pubblicazione a Roma le sue Différentes vues [...] de Pesto prima di morire. I pochi superstiti abitanti cercarono di sfruttare in qualche modo l'ambiente, allevandovi degli animali che potessero tollerarlo o addirittura gradirlo; le bufale divennero così un elemento fondamentale nella modesta vita della piana.
Interventi di bonifica della Piana del Sele furono attuati solo nel XIX secolo. Il primo progetto si ebbe nel 1833 con i Borboni ma solo nel 1856 iniziarono i primi lavori: in sinistra Sele si tracciarono canali di scolo e in destra Sele vi furono delle colmate. I lavori furono comunque modesti; la situazione si sarebbe risolta solo con la bonifica fascista (L. n. 3134 del 24/12/1928), sostenuta da alcuni imprenditori locali dell’area del “Destra Sele” (tra cui Mattia Farina), contro le resistenze di molti dei grandi proprietari terrieri che avrebbero voluto continuare a monopolizzare e usare a proprio esclusivo vantaggio le risorse idriche della zona. A quello che poi diventerà il Consorzio di Bonifica in Destra del Fiume Sele spettò la manutenzione delle opere già eseguite ed anche l'opera più importante, la costruzione di una diga sul Sele. I sondaggi di fondazione della diga avvennero nel 1929, la costruzione incominciò nel 1932 e terminò nel 1934. Nel periodo della Seconda Guerra Mondiale gli eventi bellici bloccarono i lavori, che ripresero nel 1945 con il Piano Marshall e nel 1951 con i piani straordinari per il Mezzogiorno, terminando poco più tardi. Negli anni '70, in conseguenza del forte sviluppo agricolo di tutta la Piana, il Consorzio Destra Sele con gli interventi della Cassa del Mezzogiorno iniziò un'importante fase di ribonifica: si mantenne la manutenzione delle opere già attuate e nacquero nuovi progetti come l'acquedotto rurale di Montecorvino Pugliano, il riordino idraulico del Lignara, del Radica e del Tusciano e il risanamento della diga sul SeIe che fece nascere l'Oasi di Persano, dove ha trovato un habitat favorevole la lontra.